# جويا ميزوكاكي
جويا ميزوكاكي (باليابانية: 水垣偉弥؛ مواليد 16 ديسمبر 1983) هو مُقاتل فنون قتالية مختلطة ياباني.

## وصلات خارجية
- جويا ميزوكاكي على موقع يو إف سي (الإنجليزية)
- جويا ميزوكاكي على موقع شيردوغ (الإنجليزية)
- جويا ميزوكاكي على موقع Tapology.com (الإنجليزية)
- جويا ميزوكاكي على موقع إي إس بي إن (الإنجليزية)
- جويا ميزوكاكي على موقع IMDb (الإنجليزية)